# Kriegerdenkmal Calvörde

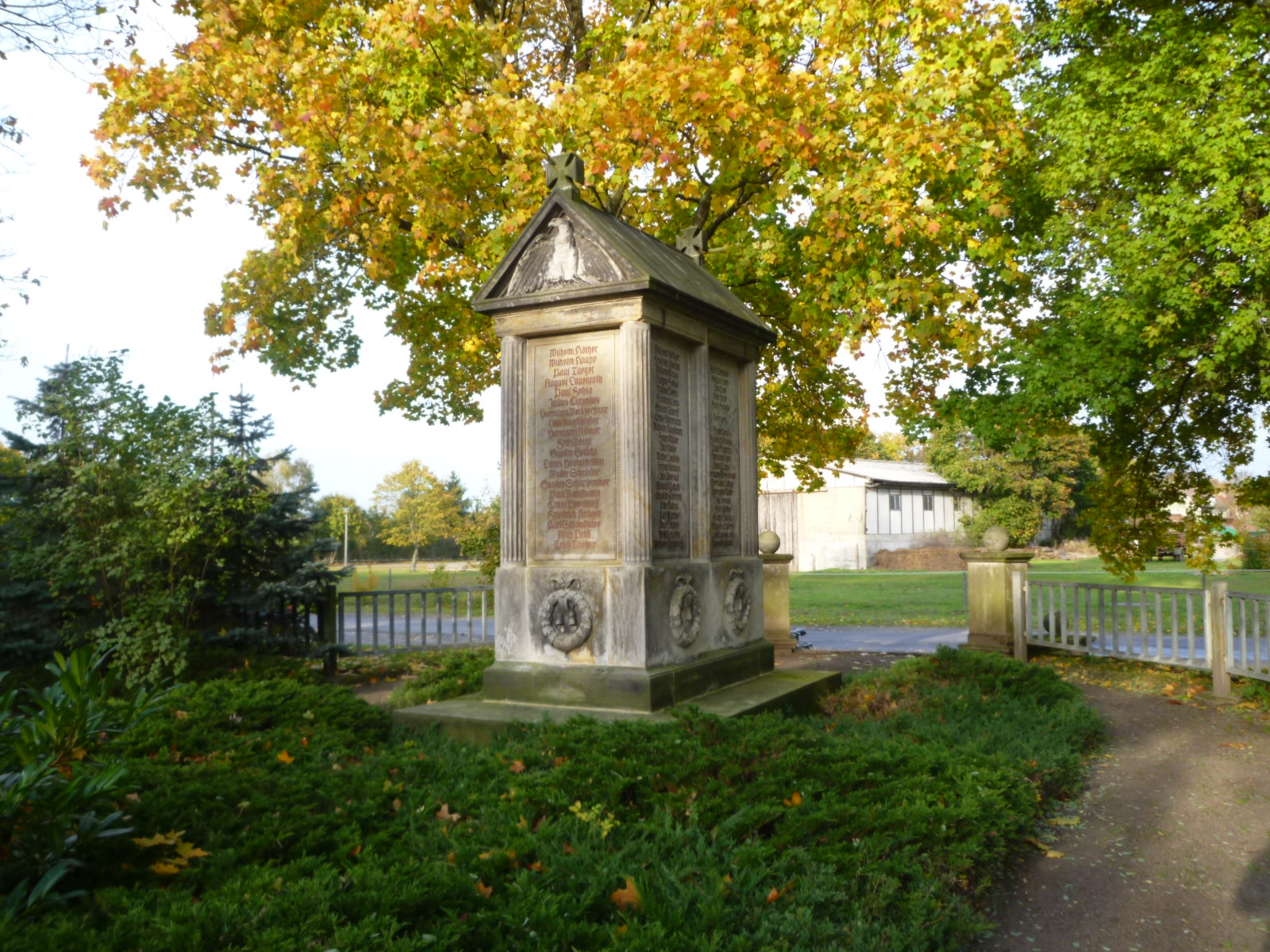
Kriegerdenkmal von der Friedhofseite, 2010

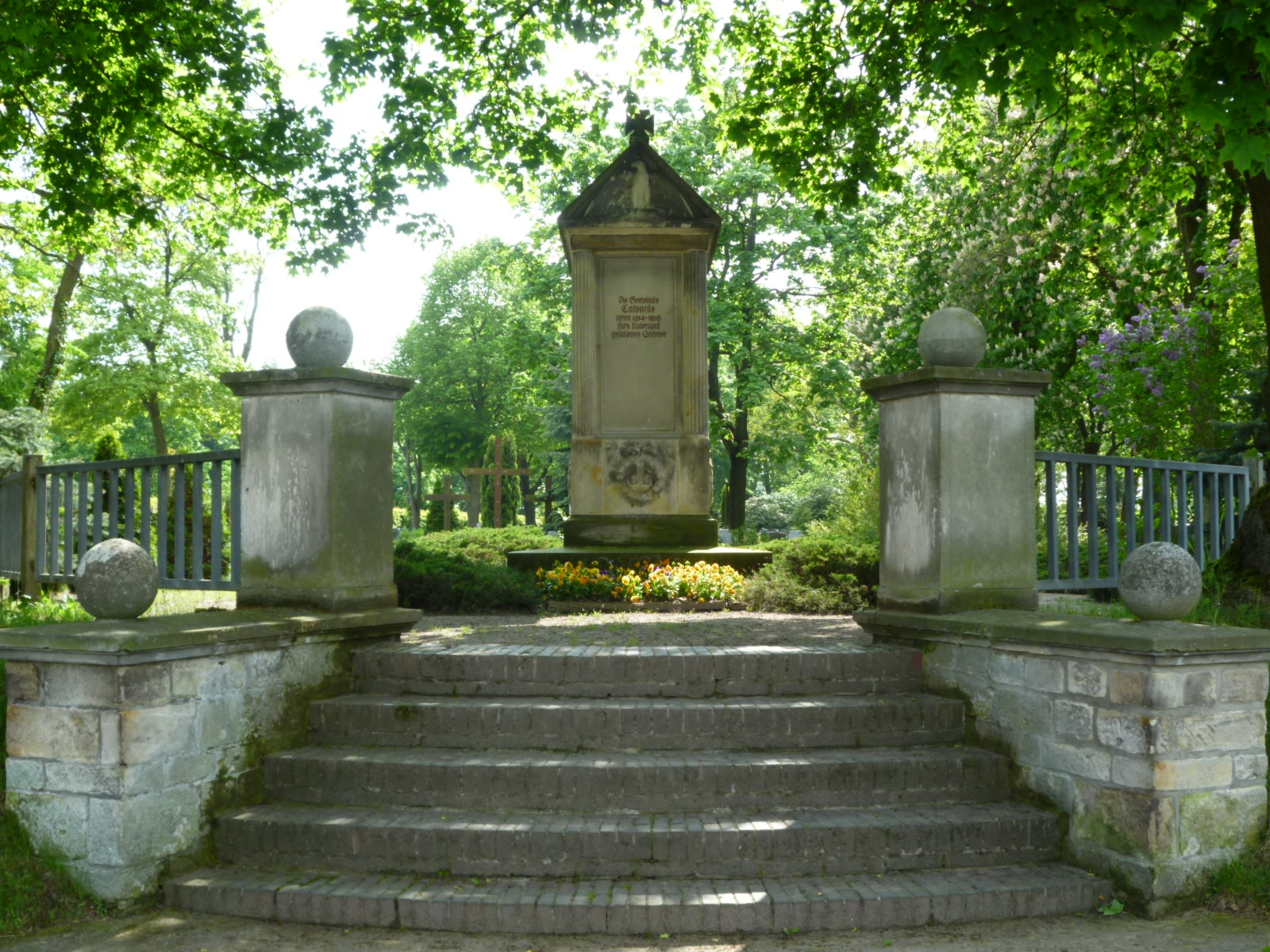
Kriegerdenkmal mit Friedhofsportal, 2010

Das denkmalgeschützte Kriegerdenkmal in Calvörde, Sachsen-Anhalt, befindet sich auf dem Calvörder Friedhof und liegt an der Velsdorfer Straße.

## Beschreibung
Die Planung und Gestaltung des Kriegerdenkmals wurde an antiker Architektur orientiert. Das Denkmal weist einen monumentalen Sarkophag in Tempelform auf und besitzt je Seite drei Halbsäulen. Das Denkmal besteht vollständig aus Sandstein und besitzt einen Sockel und einen Giebel mit Relief. Die Inschrift der Portalseite lautet:
| Die Gemeinde Calvörde ihren 1914-1918 fürs Vaterland gefallenen Söhnen |

## Geschichte
Das Ehrenmal auf dem Friedhof wurde für die Gefallenen des Ersten Weltkrieges im Jahre 1922 errichtet, der Entwurf stammt von Professor Lüpke aus Braunschweig. Das Grundstück, auf dem es erbaut wurde, gehörte der politischen Gemeinde und wurde der Kirche geschenkt. Das Kriegerdenkmal wurde bei seiner Einweihung vom Bürgermeister der Kirche in Obhut übergeben. Bei Restaurierungsarbeiten in den 2000er Jahren wurden die Namen der Gefallenen in goldener Farbe verdeutlicht nachgeschrieben.